# Campeonato Rondoniense de Futebol de 2017
O Campeonato Rondoniense de Futebol de 2017 foi a 76.ª edição da divisão principal do campeonato estadual de Rondônia, cujo nome oficial foi Campeonato Rondoniense Sicoob 2017 por motivos de patrocínio. A competição deu ao campeão Real Desportivo Ariquemes vagas para a Copa do Brasil de 2018, uma vaga para a Copa Verde de 2018 e duas vagas na Série D de 2018. que Beneficiou o Barcelona-RO

## Regulamento
As 8 equipes se enfrentam em dois turnos. No primeiro turno as equipes se enfrentam em partidas de ida, O primeiro colocado, fica
classificado para as semifinais do campeonato. Já no segundo turno as equipes se enfrentam em partidas de volta, O primeiro colocado, fica classificado para as semifinais do campeonato.
Ao final dos dois turnos, as duas equipes classificadas em segundo e terceiro lugar somados os pontos do primeiro e segundo turnos estarão classificadas para as semifinais da competição. No caso do 1º colocado do primeiro turno ser também o 1º colocado do segundo turno,
classificar-se para as semifinais as equipes classificadas em segundo, terceiro e quarto lugares, somados os pontos dos dois turnos.
Primeiro Turno – Classificatória– Nessa Fase, as Associações jogarão em jogos de ida, o primeiro colocado no final do turno, garante vaga nas Semifinais do campeonato.

Segundo Turno – Classificatória– Nessa Fase, as Associações jogarão em jogos de volta, o primeiro colocado no final do turno, garante vaga nas Semifinais do campeonato.
Fase Final – Mata-Mata- Nessa Fase, as duas equipes classificadas em segundo e terceiro lugar na classificação geral se juntarão as duas equipes campeãs do 1º e 2º turno. As quatro equipes classificadas para as semifinais jogarão em partidas de ida e volta. As duas equipes classificadas nas semifinais farão a final do campeonato em dois jogos de ida e volta.
Ao campeão da competição garante as vagas na Série D de 2018, Copa do Brasil de 2018 e Copa Verde 2018 e ao Vice-campeão garante também um vaga na Série D 2018.

### Critério de desempate
Os critério de desempate foram aplicados na seguinte ordem:
1. Maior número de vitórias
2. Maior saldo de gols
3. Maior número de gols pró (marcados)
4. Maior número de gols contra (sofridos)
5. Confronto direto
6. Sorteio

### Equipes Participantes
- UCA^  A União Cacoalense está fora do campeonato, por não comparecer a reunião do conselho arbitral do Campeonato Rondoniense de 2017.[9].

## Primeiro Turno
| 1 | Real Ariquemes | 17 | 7 | 5 | 2 | 0 | 12 | 5  | 7   |
| 2 | Barcelona-RO   | 16 | 7 | 5 | 1 | 1 | 12 | 5  | 7   |
| 3 | Rondoniense    | 11 | 7 | 3 | 2 | 2 | 11 | 9  | 2   |
| 4 | Vilhena        | 8  | 7 | 2 | 2 | 3 | 6  | 7  | –1  |
| 5 | Genus          | 8  | 7 | 1 | 5 | 1 | 9  | 8  | 1   |
| 6 | Ariquemes      | 7  | 7 | 1 | 4 | 2 | 11 | 8  | 5   |
| 7 | Ji-Paraná      | 5  | 7 | 1 | 2 | 4 | 7  | 13 | -6  |
| 8 | Guajará^       | 3  | 7 | 1 | 0 | 6 | 7  | 20 | -13 |

| 1 | RDA | BAR | BAR | BAR | BAR | RDA | RDA |
| 2 | RON | RDA | RDA | RDA | RDA | BAR | BAR |
| 3 | BAR | RON | ARI | ARI | ARI | RON | RON |
| 4 | GEN | VEC | VEC | VEC | RON | VEC | VEC |
| 5 | JPR | GEN | RON | RON | VEC | GEN | GEN |
| 6 | GUA | ARI | GEN | GEN | GEN | ARI | ARI |
| 7 | VEC | JPR | JPR | JPR | JPR | JPR | JPR |
| 8 | ARI | GUA | GUA | GUA | GUA | GUA | GUA |

|  |                            |
|  | Classificado as Semifinais |
|  | Eliminados no Turno        |

- a. ^  O Guajará foi penalizado com perda de 3 pontos por escalação irregular de jogadores.[10]

### Premiação
| Primeiro Turno de 2017             |
| ---------------------------------- |
| Ariquemes                          |
| Real Ariquemes Campeão (1º título) |

## Segundo Turno
| 1 | Vilhena        | 14 | 7 | 4 | 2 | 1 | 12 | 7  | +5  |
| 2 | Barcelona-RO   | 14 | 7 | 4 | 2 | 1 | 9  | 4  | +5  |
| 3 | Genus          | 11 | 7 | 3 | 2 | 2 | 9  | 5  | +4  |
| 4 | Real Ariquemes | 11 | 7 | 2 | 5 | 0 | 6  | 2  | +4  |
| 5 | Ariquemes      | 10 | 7 | 2 | 4 | 1 | 12 | 7  | +5  |
| 6 | Ji-Paraná      | 7  | 7 | 2 | 1 | 4 | 14 | 12 | +2  |
| 7 | Rondoniense    | 6  | 7 | 1 | 3 | 3 | 7  | 11 | -4  |
| 8 | Guajará        | 1  | 7 | 0 | 1 | 6 | 2  | 23 | -21 |

| 1 | BAR | GEN | VEC | JPR | BAR | GEN | VEC |
| 2 | GEN | RDA | BAR | VEC | VEC | VEC | BAR |
| 3 | RDA | VEC | RDA | BAR | GEN | BAR | GEN |
| 4 | GUA | BAR | ARI | GEN | JPR | RDA | RDA |
| 5 | RON | JPR | JPR | RDA | RDA | JPR | ARI |
| 6 | ARI | RON | GEN | ARI | ARI | ARI | JPR |
| 7 | JPR | ARI | RON | RON | RON | RON | RON |
| 8 | VEC | GUA | GUA | GUA | GUA | GUA | GUA |

|  |                            |
|  | Classificado às Semifinais |
|  | Eliminados no Turno        |

### Premiação
| Segundo Turno de 2017       |
| --------------------------- |
| Vilhena                     |
| Vilhena Campeão (1º título) |

## Fase final
|  | Semifinais 15 a 25 de junho | Semifinais 15 a 25 de junho | Semifinais 15 a 25 de junho | Semifinais 15 a 25 de junho |   |                | Final 1 e 8 de julho | Final 1 e 8 de julho | Final 1 e 8 de julho | Final 1 e 8 de julho |
|  |                             |                             |                             |                             |   |                |                      |                      |                      |                      |
|  | Genus                       | 2                           | 0                           | 2 (1)                       |   |                |                      |                      |                      |                      |
|  | Real Ariquemes              | 2                           | 0                           | 2 (3)                       |   |                |                      |                      |                      |                      |
|  | Real Ariquemes              | 2                           | 0                           | 2 (3)                       |   | Real Ariquemes | 0                    | 1                    | 1                    |                      |
|  |                             |                             |                             |                             |   | Real Ariquemes | 0                    | 1                    | 1                    |                      |
|  |                             | Barcelona-RO                | 0                           | 0                           | 0 |                |                      |                      |                      |                      |
|  | Barcelona-RO                | Barcelona-RO                | 0                           | 0                           | 0 | 3              | 1                    | 4                    |                      |                      |
|  | Barcelona-RO                |                             |                             |                             |   | 3              | 1                    | 4                    |                      |                      |
|  | Vilhena                     | 0                           | 1                           | 1                           |   |                |                      |                      |                      |                      |

## Premiação
| Vice Campeão: | Terceiro colocado: | Quarto colocado: | Artilheiro:                                                                             |
| ------------- | ------------------ | ---------------- | --------------------------------------------------------------------------------------- |
| Barcelona-RO  | Vilhena            | Genus            | Cabixi (Barcelona-RO), Edilsinho (Barcelona-RO), Marco Aurélio (Real Ariquemes), 9 gols |

## Classificação Geral
- a. ^  O Guajará foi penalizado no 1º turno com perda de 3 pontos por escalação irregular de jogadores.[10]